# Hôpital Hammersmith
L'Hôpital Hammersmith (Hammersmith Hospital), anciennement Hôpital orthopédique militaire (Military Orthopaedic Hospital), puis Hôpital chirurgical spécial (Special Surgical Hospital), est un important hôpital universitaire de White City, dans l'ouest de Londres. Il appartient à l' Imperial College Healthcare NHS Trust dans le Borough londonien de Hammersmith et Fulham, et est associé à la faculté de médecine  de l'Imperial College. Cependant, le fait qu'il ne se situe pas dans le quartier homonyme de Hammersmith mais à White City, à côté des quartiers de Wormwood Scrubs et d'East Acton, peut prêter à confusion. 

## Histoire

### Origines

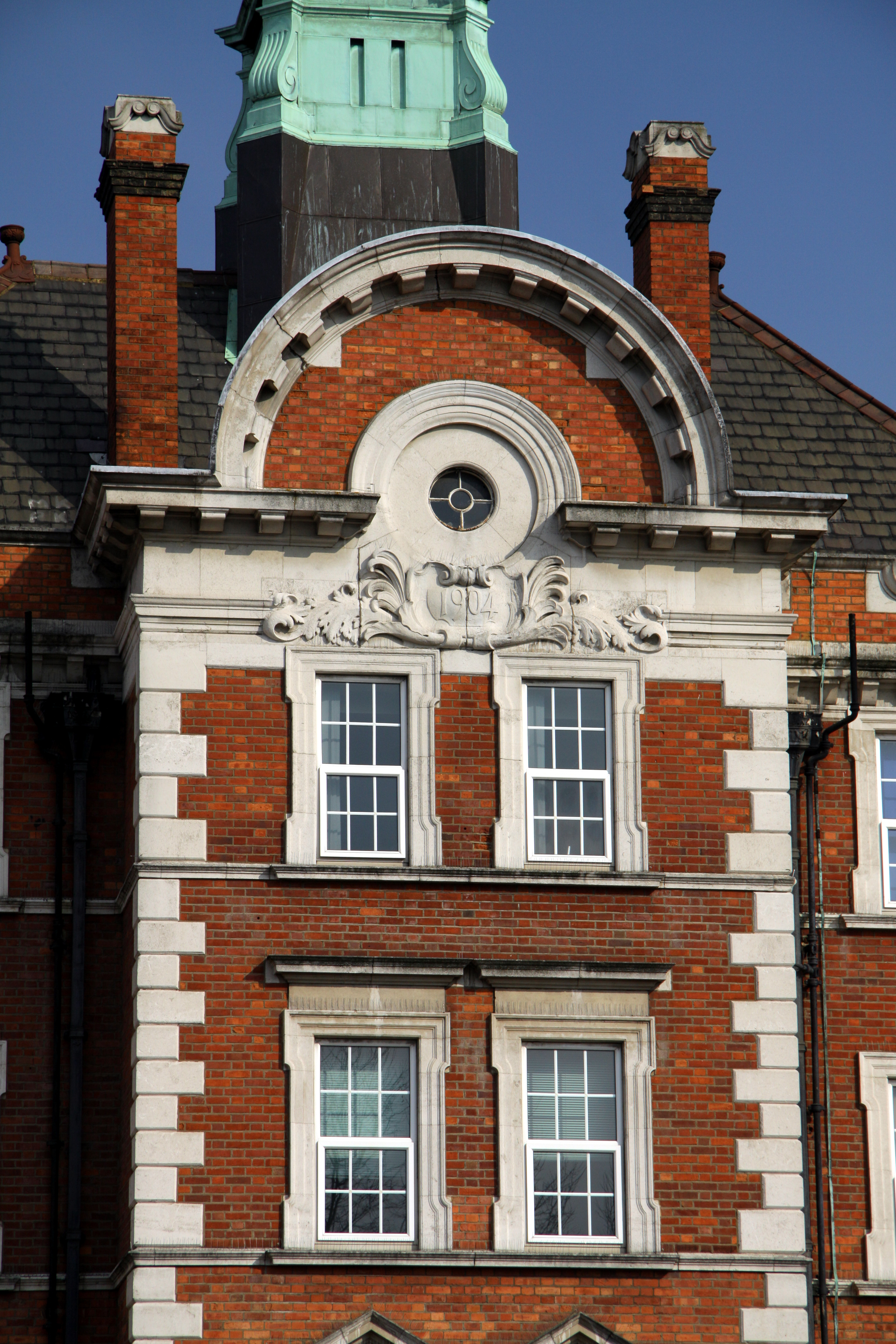
Détails de l'architecture de l'hôpital.

L'hôpital est fondé en 1902, lorsque les Poor Law Guardians de Hammersmith décident la construction d'un nouvel hospice et d'une infirmerie sur une parcelle d'une superficie de 14 acres (5.7 ha) donnant sur Du Cane Road, qui borde au nord le quartier de Shepherd's Bush. Le terrain, adjacent à la prison de Wormwood Scrubs, est acheté 14 500 £ aux commissaires ecclésiastiques . Un bâtiment provisoire en tôle ondulée est construit sur ce site en 1902 pour y soigner les victimes d'une épidémie de variole durant l'hiver 1901-1902. Les bâtiments seront dessinés par les architectes John Giles, Gough et Trollope. 

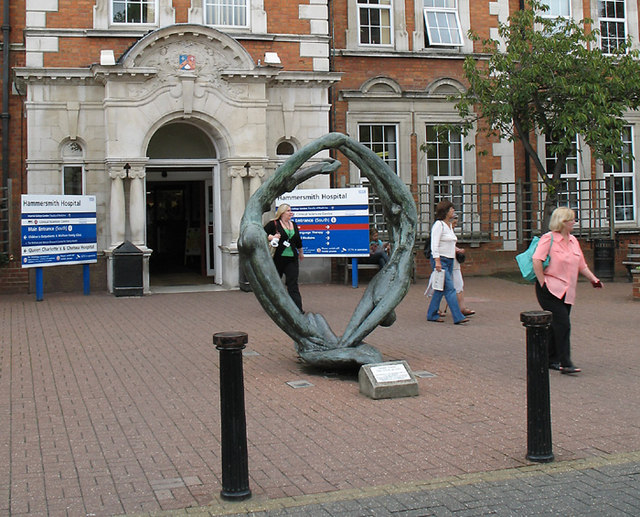
Œuvre d'art près de l'entrée principale de l'hôpital.

### Guerre de 1914-18
En février 1916, pendant la Première Guerre mondiale, les patients sont transférés dans d'autres établissements et le site est transformé par le War Office en hôpital militaire orthopédique, pour y traiter des blessés, en grande partie avec le concours du célèbre chirurgien Robert Jones,. À cette époque, le Joint War Committee accorde à l'hôpital la somme de 1 000 £ pour commencer ses travaux, bientôt suivie en 1918 par une nouvelle subvention de 10 000 £. L'hôpital est également financé par des dons publics. La réadaptation consistait à faire travailler les convalescents dans les magasins du quartier, mais cette pratique ne semble pas avoir fait l'unanimité chez les soldats concernés. 

### L'Entre-deux-guerres
Immédiatement après la guerre le site est rebaptisé « Hôpital chirurgical spécial » (Special Surgical Hospital) et, en 1919 il devient l'« Hôpital du ministère des pensions » (Ministry of Pensions Hospital.) En avril 1925, les plaintes déposées par les Hammersmith Guardians pour la restitution de leurs biens finissent par aboutir et le site reçoit son nom définitif dl'hôpital Hammersmith. En 1930, son infirmerie est capable d'accueillir 300 patients. 

### La Seconde Guerre mondiale
Pendant la Seconde Guerre mondiale, l'hôpital prend en charge un grand nombre de victimes des bombardements et acquiert ainsi une grande expérience du syndrome d'écrasement (crush syndrome) et de l'insuffisance rénale. Le réfectoire de l'hôpital est complètement détruit lors d'une attaque aérienne. Le chanteur et acteur Roger Daltrey naîtra dans cet hôpital en 1944. 
L'hôpital a abrité le premier accélérateur linéaire médical du monde dans l'unité de recherche radiothérapeutique du MRC, où le premier patient est traité en 1953,. Le bâtiment Commonwealth, qui comprenait l'école de médecine postgraduée, la bibliothèque Wellcome et certains départements de recherche, est inauguré par la reine Élisabeth II en mai 1966. 

### Ère moderne
Jusqu'en 1997, l'hôpital abritait la Royal Postgraduate Medical School, qui fut alors intégrée à l'Imperial College. L'Institut de biologie de la reproduction et du développement (IRDB) est créé par le professeur Lord Winston sur ce site en 2001. En octobre 2007, lImperial College Healthcare et lImperial College forment le premier centre académique des sciences de la santé, regroupant les équipes universitaires de l'Hôpital Hammersmith et de St Mary's Hospital.

## Installations

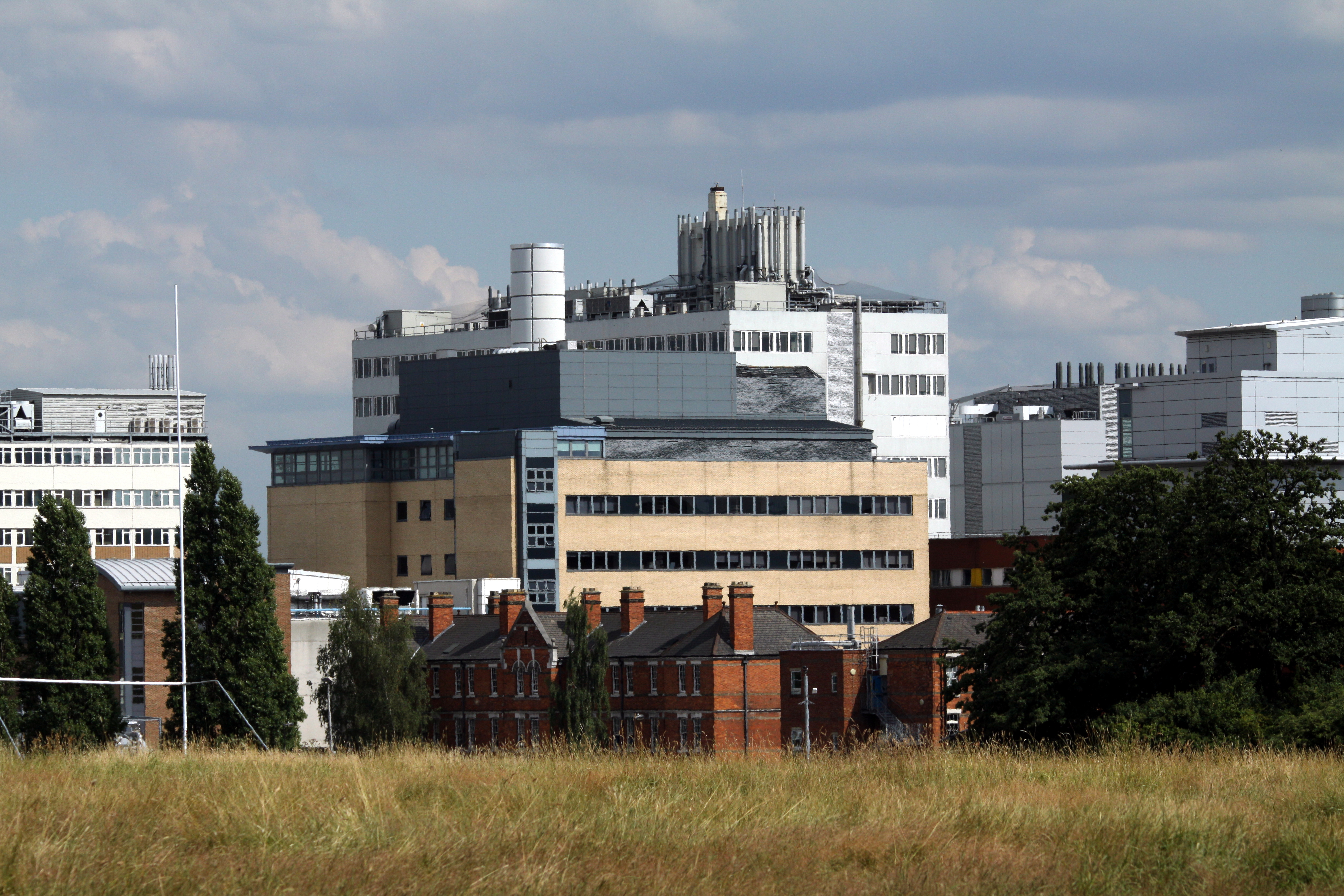
Hôpital Hammersmith de Wormwood Scrubs Park.

L'Hôpital Hammersmith est internationalement réputé pour son haut niveau de recherche clinique. Cette réputation s'est construite notamment sur le traitement de maladies cardiaques et rénales. Il a également joué un rôle significatif dans la création de la spécialité de chirurgie endocrinienne (dont le premier enseignement international est organisé par les professeurs Selwyn Taylor et Richard Welbourn en 1971). 
Ses services comprennent le Centre des crises cardiaques, Heart Attack Centre pour North West London (Centre primaire PCI), une aile des leucémies (le Centre Catherine Lewis), le Département de chirurgie de la thyroïde et des glandes endocrines (desservant North West London et centre de référence pour tout le Royaume-Uni, hébergeant le Selwyn Taylor Fellow)  et le West London Renal and Transplant Centre. Le Medical Research Council (MRC) a également une présence importante à l'Hôpital Hammersmith par le biais du London Institute of Medical Sciences, constituant une base solide de recherche clinique et scientifique, notamment dans le domaine des techniques d'imagerie.